# Хорта
Хо́рта (#KHORTA) — український музичний колектив із Запоріжжя. Грає у стилі етнічний хіп-хоп.

## Історія гурту
Колектив заснований у 2004 році. До цього троє з його учасників входили до складу гурту «Спідвей» (Андрій Лобода, Юрій Юрченко, Юлія Куценко), який був створений у 1995 році.
У 2005 бере участь у фестивалях «Перлини сезону», «Сила України», «Zaporig», «Нівроку», «Хмільна бочка». Крім того група записує саундтрек до документальної стрічки про Запоріжжя.
У 2006 колектив виступає на фестивалях «Смолоскип» (Київ), «Чайка» (Київ), «Етноліто» (Гоголеве), «День Незалежності з Махном» (Гуляйполе), «Sneakers Urbania» (Київ), «Мазепа-Фест» (Полтава), «Нівроку» (Тернопіль). У цьому ж році виходить перший диск «Пісні острова волі», композиції з якого потрапили до ротації українських та іноземних радіостанцій. Також група написала гімн футбольного клубу «Металург».
У 2007 році група багато гастролює на підтримку першого альбому та бере участь у фестивалях «Тустань» (Львів), «Чікен Фест» (Київ). Працює разом із ТНМК над проектом «ReФорматЦія 2.2».
У 2008 році бере участь у проекті Олега Скрипки «Українська героїчна пісня», участь у фестивалі патріотичної пісні (Запоріжжя). Випускає кліп на пісню «Зозуля». Також бере участь у фестивалях «Уніж» (Івано-Франківська область), «Рок Січ» (Київ), ДніПРО (Київ). Колектив брав участь у благодійному проекті «Найкращі люди» (Київ). Композиції групи видавались у низці збірок.
На початку 2014 року гурт «Хорта» закінчив запис другого студійного альбому. Влітку 2014 року у фронтмена гурту Андрія Лободи лікарі діагностували рак, він проходив курс хіміотерапії у Києві, однак він не дозволив лікарям провести операцію з видалення пухлини. Через хворобу Андрія матеріал нового альбому так і залишився незведеним. 25 січня 2015 року на українських музичних каналах відбулась прем'єра кліпу гурту «Хорта» на пісню «Все добре».
27 січня 2015 року Андрій Лобода помер у Запоріжжі.
Музичний проект перезапустився у 2019 році після гучних виступів на фестивалі Khortytsiya Freedom 2019 та День міста Запоріжжя 2019. Завдяки новим учасникам Георгію Варакіну та Влодимиру Кондратенко з'явилися нові напрямки та ідеї для створення якісного музичного контенту в нових стилях: етно, хіп-хоп, фанк.
Плідно йде робота над новими синглами та їх релізами на музичних платформах.
У  листопаді 2019 гурт видав новий сингл «Диво Є» (гімн створений спеціально для благодійного фестивалю «Гармонія сердець»). А у 2020 сингл «Чемпіон» і почав співпрацювати з музичним видавництвом УМИГ МЮЗІК.
Того ж року під час пандемії COVID-19 Хорта випускає спеціальну версію знайомого всім хіта "Запоріжжя" #KHORTA - Запоріжжя (2020 home edition) записану повністю дистанційно разом із учнями вокальної студії Art-Style, а також бере участь у програмі "Карантинник" на Телеканалі МТМ.
19 жовтня 2020 року світ побачив відеокліп на новий сингл "Троя", випущений кількома місяцями раніше. Зйомки кліпу відбувалися у новому терміналі Запорізького аеропорту ще до його офіційного відкриття. У зйомках кліпу взяли участь танцівники Dance Studio Puzzle, а на знімальному майданчику допомагала «Волонтерська група Angels». Режисером кліпу став Влад Степанов.
Знімальний процес тривав близько 9 годин на різних локаціях нового терміналу, залучили більш ніж 30 учасників.
2020-й став дуже плідним для Хорти, адже музиканти випустили ще два синґли "Дій" та "Королева" (спільно з Олександрою Бардаченко) на який пізніше знімається mood video.
У квітні 2021 гурт презентує свій найліричніший трек #dotebe. А восени того ж року відіграють унікальний концерт.
Музичний телевізійний проєкт Запорізького муніципального театру танцю та гурту #KHORTA за підтримки Украі‌нського Культурного Фонду
«FUNK.ROCK.ETHNO.MUSIC.FOLK «KHORTA & CITY BIG BAND».
Символ Запоріжжя - гурт #KHORTA разом з оркестром JAZZ CITY BIG BAND виконали свої найвідоміші хіти та абсолютно нові пісні у цікавому, незвичному для багатьох звучанні. Частиною шоу стали неймовірно харизматичні та талановиті діти міста Зпоріжжя.
У 2022 вже під час повномасштабного вторгнення Росії на територію України гурт видає реліз  осучасненої версії неофіційного гімну міста Запоріжжя. весь 2022 рік гурт є постійним організатором та учасником благодійних заходів на підтримку ЗСУ. А у червні 2022 радує своїх шанувальників ще одним знаковим релізом, який вкотре нагадує всім про українську етніку та культуру, синглом Ой, там на горі.
Восени 2022 виходить ще один трек "Ти та я", що закликає всіх об'єднуватися та бути разом у будь-які часи, а особливо такі непрості, як війна.
2 жовтня 2022 року світ побачив офіційний кліп на пісню "Це Запоріжжя", що є неофіційним гімном міста.

## Учасники проекту
- Андрій Лобода — фронтмен гурту до 2016
- Юлія Куценко — (вокал)
- Юрій Юрченко — (вокал) до 2007 р., з 2019 р. фронтмен гурту з 2019 р.
- Володимир Величко — (скрипка) до 2015 р.
- Михайло Савицький — (скрипка) до 2007 р., з 2019 р.
- Олег Лубенцов — (бас) до 2022 р.
- Віталій Жуков — (ударні)
- Юрій Володьков — (гітара)
- Володимир Кондратенко—  (Гітара) з 2019 по 2022 рік.
- Олександр Каряка — (гітара) з 2022 року.
- Георгій Варакін — (клавішні) з 2019 р.

## Дискографія
- Пісні острова волі (2006)
- Зоряне борошно (2015)
- Сингл "Диво Є" (2020)
- Сингл "Чемпіон" (2020)
- Сингл "Троя" (2020)
- Сингл "Дій" (2020)
- Сингл "Королева" (2020)
- Сингл "#dotebe" (2021)
- Сингл "Ой там на горі" (2022)
- Сингл "Ти та я" (2022)